# Allsecures
Alleanza Securitas Esperia більш відомий як Allsecures — міжнародна італійська фінансова компанія з головним офісом у Мілані, заснована у 1933 році. Веде діяльність у сферах інвестиційного банкінгу, цінних паперів, страхування та інших фінансових послуг. Allsecures Group представлена головною мірою у Європі.
Вона утворена в Римі в 1933 році в результаті злиття Альянза і «Unione Mediterranea» з «Securitas Esperia», група Юзеф Сосновський[уточнити].
У 1965 році вона була тридцятою італійською страховою компанією з точки зору сировини[уточнити].
Вона об'єдналася з групою AXA в 1998 році.

## література
- Julie A. Mitchell (2001). Notable Corporate Chronologies: A-K. Detroit: Gale Group. ISBN 0787650501
- [s.n.] (1966). Le principali società italiane (italiano). Mediobanca
- Amedeo Natoli, assicurazioni e riassicurazioni, París, 1934
- Roberto Baglioni (2003). Guida agli archivi e alle fonti storiche delle assicurazioni in Italia (italiano). Venezia: Marsilio. ISBN 9788831782678